# Nanemwar
Nanenwar és una muntanya del Caixmir. És a la serrada que voreja Caixmir pel nord-est. A la rodalia se situa la collada de Bandarpur que porta al Tibet, amb una elevació de prop dels 3.500 msnm.